# Branimir Hrgota
Branimir Hrgota (Zenica, 12 gennaio 1993) è un calciatore svedese di origini croate, attaccante del Greuther Fürth, di cui è capitano.

## Carriera

### Club
È nato in Bosnia-Erzegovina da genitori di origine croata, ma è cresciuto in Svezia.
Inizia la sua carriera da calciatore nell'IK Tord, dove milita nelle varie divisioni giovanili del club biancoviola. Due anni più tardi, esattamente nel 2008, passa al Jönköpings Södra dove in due stagioni compie tutta la rimanente trafila delle giovanili sino al giorno del suo debutto nel calcio senior: esordisce nel campionato di Superettan (seconda serie svedese) il 9 aprile in occasione del match con il Brommapojkarna. Il 15 maggio realizza la sua prima doppietta in carriera, durante la partita di campionato contro l'Ängelholm.
Dal 1º novembre 2012 è un calciatore del Borussia Mönchengladbach. L'11 maggio 2013 segna la sua prima tripletta con la maglia del Borussia Mönchengladbach, decisiva nella trasferta sul campo del Mainz finita con il risultato di 2-4.

### Nazionale
Tra il 2010 e 2011 gioca 5 partite con l'Under-18, prima di passare nello stesso anno nell'Under-19. Nel 2012 debutta con l'Under-21, selezione con cui tre anni più tardi ha vinto l'Europeo di categoria.
Il 4 settembre 2014 esordisce in nazionale maggiore nell'amichevole vinta per 2-0 contro l'Estonia.

## Palmarès

### Club

#### Competizioni nazionali
- Coppa di Germania: 1

Eintracht Francoforte: 2017-2018

### Nazionale
- Campionato d'Europa Under-21: 1

Svezia 2015